# Rose of the Rancho
Rose of the Rancho er en amerikansk stumfilm fra 1914 af Cecil B. DeMille og Wilfred Buckland.

## Medvirkende
- Bessie Barriscale som Juanita Castro.
- Jane Darwell som Senora Castro Kenton.
- Dick La Reno som Esra Kincaid.
- Jack W. Johnston som Kearney.
- Monroe Salisbury som Don Luis Del Torre.